# Drop7
Drop7 est un jeu vidéo de  puzzle développé par Area et Code Entertainment (puis en tant que Zynga New York), sorti en 2009 sur iOS et Android.
Il est cité dans Les 1001 jeux vidéo auxquels il faut avoir joué dans sa vie.

## Accueil
- GameSpot : 8,5/10[1]
- IGN : 8,5/10[2]
- Pocket Gamer : 8/10[3]